# 알프스를 넘는 보나파르트
알프스를 넘는 보나파르트(때때로 알프스를 건너는 나폴레옹이라고도 하며, 자크 루이 다비드의 주제에 대한 더 잘 알려진 버전의 제목이기도 함)는 프랑스 예술가 폴 들라로슈의 1848-1850년 유화이다. 이 그림은 나폴레옹 보나파르트가 자신의 군대와 노새를 타고 알프스를 통과하는 모습을 묘사하고 있다. 나폴레옹과 휘하의 군대가 1800년 봄에 이탈리아에 있는 오스트리아군을 기습하기 위한 시도로 행해진 여행이었다. 루브르 랑스와 영국 리버풀의 워커 미술관에 이 그림의 여러 판본이 있다. 빅토리아 여왕은 그것의 작은 판본을 소유했다.
이 작품은 자크 루이 다비드의 알프스 산맥을 넘는 나폴레옹의 5점 연작(1801–1805)에서 영감을 얻었는데, 이 그림은 나폴레옹이 노새가 아니라 “기운찬 말을 타고 차분히” 그랑 생베르나르 고개를 건너는 영광스러운 비전을 제시한다.

## 그림

### 역사적 배경
1798년 프랑스 혁명 전쟁의 일환으로 나폴레옹은 당시 오스만 제국의 속주였던 이집트를 침공하여 정복할 준비를 했다. 그러한 군사 행동은 프랑스의 무역 이익을 확보하고, 영국이 인도에 접근하는 것을 방해하는 등 수많은 이익을 약속했다. 1798년 7월 1일, 나폴레옹은 이집트 해안에 상륙했다. 수 많은 사상자를 낸 길고, 연쇄적인 격돌 끝에, 전역은 오스만-영국의 승리로 이어졌다. 나폴레옹은 프랑스로부터 오스트리아군이 이탈리아를 탈환했다는 소식을 듣고 파리로 돌아가기로 결정했다.
우위를 회복하기 위해 그는 치살피나 공화국에 주둔한 오스트리아군에 대한 기습공격을 계획했다. 오스트리아군이 나폴레옹의 대규모 군대가 알프스를 횡단할 수 있을 거라고는 결코 예상하지 못할 것이라는 가정에 따라 그는 그곳을 경로로 선택했다. 그는 알프스를 통과하는 최단 경로인 그랑 생베르나르 고개를 선택하여 가능한 한 빨리 목적지에 도달할 수 있었다.
1800년 5월 15일, 나폴레옹과 그의 군대 40,000명 (야전포병과 수하물 열차를 포함하지 않음)(경포병과 보병 35,000명, 기병 5,000명)은 산을 통과하는 힘든 여행을 시작했다. 나폴레옹의 군대는 5일 동안 이 고개를 가로지르며 거의 22,000병의 와인, 1톤 반 이상의 치즈, 약 800kg의 고기를 소비했다.

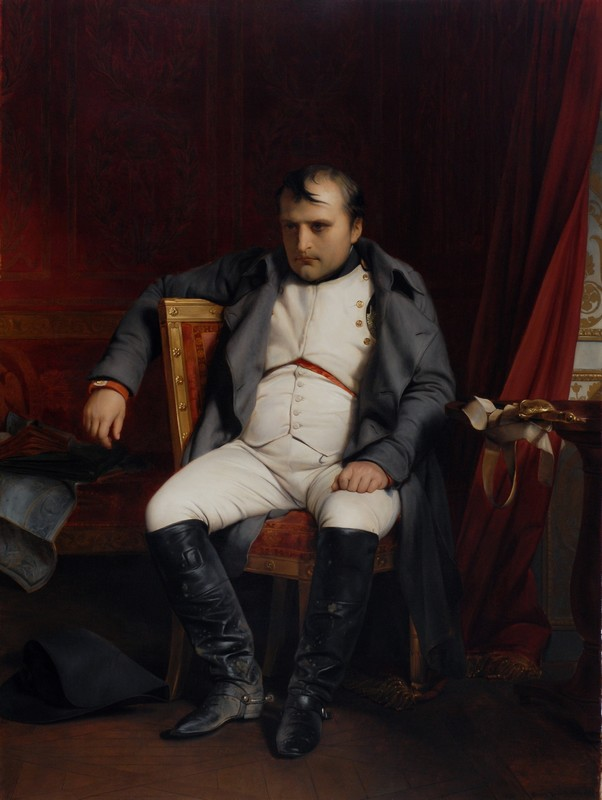
들라로슈의 퐁텐블로에서 퇴위하는 나폴레옹, 1845년 캔버스에 유채

알프스를 넘어 나폴레옹은 오스트리아 군대에 대한 군사 작전을 시작했다. 원정의 불길한 시작에도 불구하고 오스트리아군은 거의 한 달 만에 마렝고로 후퇴했다. 그곳에서 6월 14일 큰 전투가 벌어졌고, 그 결과 오스트리아군은 이탈리아에서 철수했다.

### 예술가와 의뢰

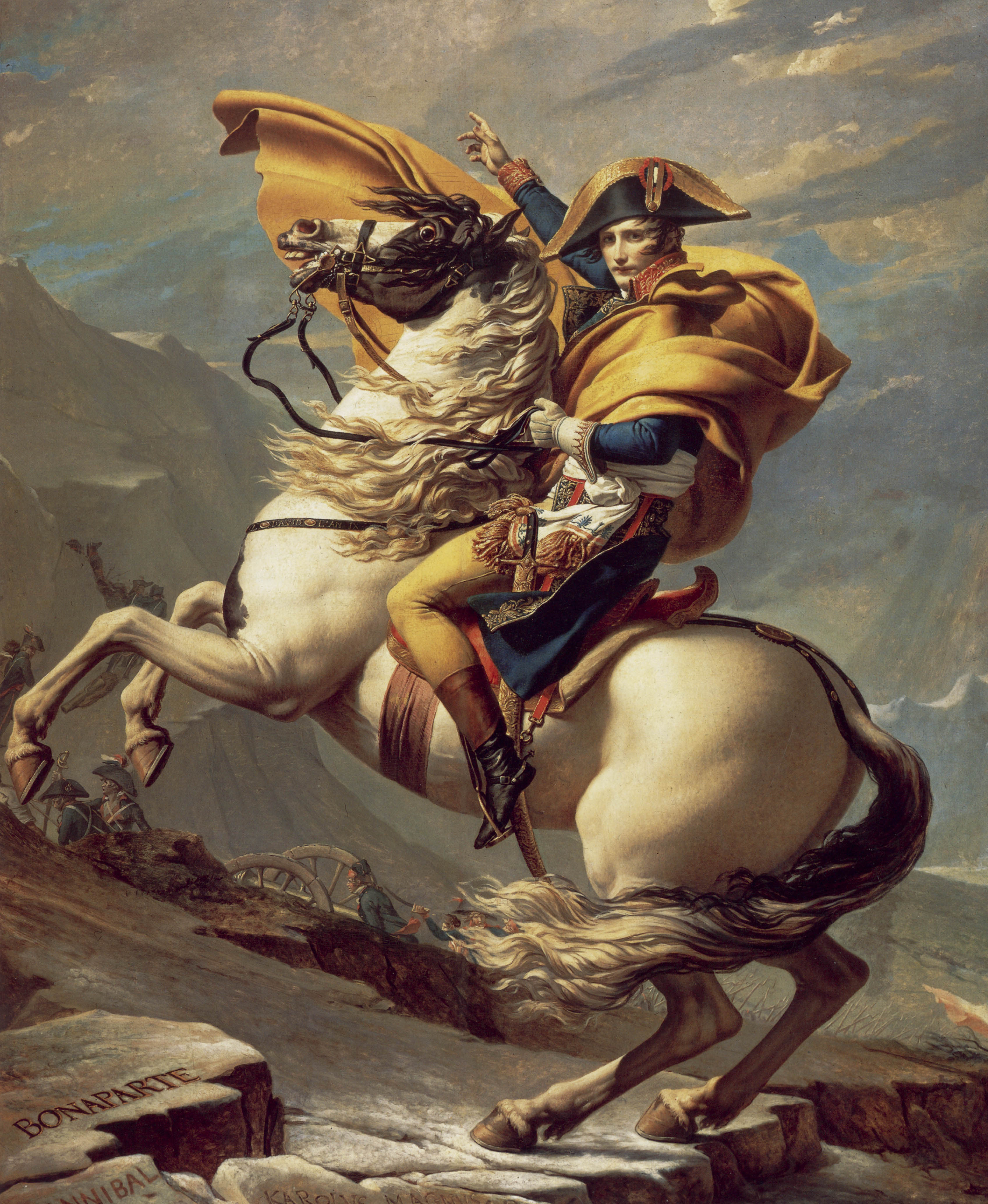
자크루이 다비드의 〈생베르나르 고개의 나폴레옹〉은 나폴레옹의 알프스 횡단에 대한 들라로슈의 생각과 크게 다르다.

다비드의 제자인 앙투안 장 그로와 함께 공부한 들라로슈는 역사와 성서의 인물과 웅대한 주제를 그리는 인기 있는 프랑스 화가였다.
리버풀의 그림은 들라로슈와 조지가 파리의 루브르 박물관을 방문한 후 유명한 사건의 다비드 버전을 본 후 온슬로의 3번째 백작 아서 조지에 의해 의뢰되었다. 나폴레옹이 망명한 지 거의 40년 만에 나폴레옹에 대한 관심이 다시 살아난 후 최근에야 박물관에 다시 걸려 있었다. 그림이 비현실적이라는 데 동의한 조지는 상당한 양의 나폴레옹 도구 컬렉션을 소유하고 있었고 들라로슈에게 보다 사실적인 묘사를 의뢰했다. 엘리자베스 푸카트 워커는 실제로 루브르 랑스에 걸려 있는 그림이 리버풀 그림이 제작된 1850년에 이미 미국에서처럼 먼저 제작되었다고 주장한다. 스테픈 반은 아서 조지와 들라로슈의 만남이 일어났을 수도 있다고 주장하지만, 들라로슈는 거의 동일한 두 작품을 제작하고, 하나는 미국으로 보내기로 결정했다.

## 수용
이 작품은 나폴레옹을 사실적으로 묘사하려는 시도에도 불구하고 다양한 이유로 여러 권위자들로부터 비판을 받았다. 몇몇 사람들은 들라로슈의 그림 선택에 동의하지 않았고, 다른 사람들은 들라로슈 자신이 어떤 형태로든 나폴레옹의 천재성을 추구했지만 아무 소용이 없다고 말하면서 자신을 반대했다.
완성 직후 이 작품은 영국으로 옮겨져 1850년 그곳에서 문학잡지인 〈아테네움〉(Atheneum)의 평론가로부터 평론을 받았다. 그 작품에 대한 잡지의 논평은 그들이 그림의 몇 가지 특징에 대해 칭찬했지만, 여러 가지 이유로 들라로슈를 비판했다고 지적했다.
| “ | 프랑스 복장을 한 장교가 노새에 올라타서 거친 농부에 의해 위험한 길을 안내한다. 그의 보좌관은 우뚝 솟은 알프스의 계곡에서 볼 수 있다. 이러한 사실은 휘장을 엮은 것, 네 발 달린 동물의 얽히고 설킨 질감, 등에 달린 마구의 디테일을 생략하지 않은 충실도로 표현되었다. 박힌 눈의 표류, 덧없는 순간의 고독한 태양 광선이 만든 매달린 고드름은 같은 자질로 네덜란드 학파를 최고 수준으로 높이는 사람들에게 소중한 진리로 주어진다. 그러나 겸손한 아작시오 중위를 유럽의 넓은 지역의 운명의 지배자이자 중재자로 이끈 고매하고 대담한 천재는 델라로슈에 의해 헛되이 추구될 것이다. | ” |

일부는 일반적으로 당시 들라로슈의 작품에 불만을 품었고, 부분적으로는 알프스를 넘는 보나파르트가 그의 ‘낮은 예술 기준’으로 묘사된 것을 비판했다. 그러한 비평가들은 들라로슈에 대해 다음과 같은 글을 쓴 〈더 젠틀맨스 매거진〉(The Gentleman's Magazine)을 포함한다.
| “ | 이것들은 모두 그의 스타일의 수정을 보여 주지만, 행복한 것은 아니다. 그의 최근 작품들은 그가 잃어버린 동정심을 회복하기 위해 계산되지 않았다. 들라로슈는 천재라기보다는 재능있는 예술가라는 것을 고백해야 한다. 교육과 부지런한 연구 덕분에 그는 진정한 의미에서 화가가 아닌 화가가 될 수 있었다. 그는 예술가의 진정한 사명, 즉 대중교육을 발전시키는 데 실패했기 때문이다. 충동을 줄 수 있는 능력이 있을 때 그는 그것에 굴복했다. 그는 반사였지만, 빛은 아니었다. 그에게서 대중을 높이는 대신, 그는 대중에게 자신을 낮추었다. | ” |